# 新町 (上田市)
新町（しんまち）は、長野県上田市の地名（大字）。塩田新町とも呼ばれる。

## 地理
上田電鉄別所線・中野駅、舞田駅の南に位置する。北は中野、東は十人、南は前山、西は手塚に接する。
塩田平の水田地帯で、南部の前山との境を産川が北流し、頭首工から農業用水路が分水している。
- 河川：産川

## 歴史

### 沿革
- 寛永2年 - 小県郡手塚村から分村して成立。江戸時代は上田藩領。明治維新後、上田県を経て長野県の所属となる[6]。
- 1875年（明治8年） - 手塚村に合併[6]。
- 1880年（明治13年） - 手塚村から分立[6]。
- 1889年（明治22年）4月1日 - 町村制の施行により、山田村・野倉村・手塚村・十人村・新町・前山村の区域をもって西塩田村が発足。旧村域は西塩田村大字新町となる[6]。
- 1956年（昭和31年）5月1日 - 西塩田村が別所村・東塩田村・中塩田村と合併して塩田町が発足。塩田町大字新町となる[6]。
- 1970年（昭和45年）4月1日 - 塩田町が上田市に編入。上田市大字新町となる[6]。
- 2006年（平成18年）3月6日 - （旧）上田市・真田町・武石村と合併し、（新）上田市が発足。上田市新町となる[7]。

## 世帯数と人口
2019年（令和元年）8月1日現在の世帯数と人口は以下の通りである。
| 大字 | 世帯数  | 人口  |
| ---- | ------- | ----- |
| 新町 | 143世帯 | 367人 |

### 人口の変遷
| 2005年（平成17年） | 411人 | [ 8 ] |  |
| 2010年（平成22年） | 382人 | [ 8 ] |  |
| 2015年（平成27年） | 365人 | [ 8 ] |  |

## 経済・産業
水田地帯であり、灌漑用水として産川やため池の舌喰池（手塚池）の水に頼っている。江戸時代中期からは養蚕業が広まったが、戦後は水田へと転換し、兼業農家が増えた。
新町200-1に有限会社新工の塩田工場が立地する。小形加工品の生産に特化した工場として、2010年（平成22年）8月に設置されたものである。

## 交通
- 長野県道82号別所丸子線 - 町域の南部を東西に走る[5]。

古くは内村街道が通り、県道の整備とともに発展。沿道には商店街が形成されている。
「新町」・「新町公民館」・「王子」バス停留所があり、上田バス「塩田線」が運行されている。別所温泉や塩田町駅、JR上田駅方面へとつながっている。

## 施設
- 上田市塩田公民館塩田新町分館[12]
- 西塩田郵便局（新町72-1） - 郵便・貯金・保健窓口、ATMを設置。3台分の駐車場がある[13]。
- 信州うえだ農業協同組合（JA信州うえだ）塩田支所西塩田店 - ATM、コイン精米機を設置[14]。
- わかた内科（新町180-1） - 医療法人わかた内科が開設している医療機関。診療科目は内科。6台分の駐車場がある[15]。
- 滝沢歯科医院（新町166-3） - 個人開設の医療機関。診療科目は歯科。5台分の駐車場がある[16]。
- 召田薬局（新町156-2） - 株式会社召田総合が開設している薬局。10台分の駐車場がある[17]。
- 王子神社（新町字王子10[18]、氷上王子神社） - 南西部に鎮座する神社[6]。江戸時代、享保年間に流行した丸一式の流れをくむ「氷上王子神社大神楽獅子舞」（ひかみじんじゃ だいかぐら ししまい）は上田市の無形民俗文化財に指定されている[19]。
- 王子塚古墳（新町9）[20] - 王子神社境内にある古墳。古墳時代中期の帆立貝形古墳で、北側に後円部を向ける[21]。全長50.8メートル、前方部の長さ約20メートル、後円部直径約39メートル。神社の建物によって一部が損なわれているものの、この形式のものとしては長野県東信地方唯一で、日本国内でも中規模の部類に入る[20]。伝承では当地に流されてもなお悪政を働いた塩焼王が坂上田村麻呂に討たれ、その怨霊を恐れた村人らが塚を築き、塩焼王の両手を埋葬したものと伝わり、「手塚」の地名の起こりとされている[21]。大々的な発掘調査は未実施であるが、当地を治めた重要人物のものと推定されている。上田市指定史跡（古墳）[20]。
- 遺跡[22]
  - 深町遺跡（新町字深町） - 縄文時代から平安時代にかけての遺跡。
  - 細江場遺跡（新町字細江場） - 縄文時代から平安時代にかけての遺跡。
  - 中村遺跡（新町字中村） - 縄文時代から平安時代にかけての遺跡。
  - 王子遺跡（新町字王子） - 弥生時代から平安時代にかけての遺跡。

## 防災
- 上田市消防団第16分団の管轄。塩田新町自治会は山田自治会・十人自治会とともに、その第二班を担当する[23]。
- 洪水時は産川沿いに浸水被害が生じると想定されている。当町内での土砂災害については想定されていない[24]。
- 舌喰池が決壊した場合、町域の広い範囲にわたって浸水被害が生じると想定されている。また、沢山池が決壊した場合、産川沿線に浸水被害が生じると想定されている。川のすぐ近くでは浸水高さが2メートルを超える場所もある[25]。

## その他
- 郵便番号は「386-1434」[2]。7桁化前は「386-14」[5]。管轄郵便局は上田郵便局、集配郵便局は別所郵便局（甲信・東海地方の郵便番号を参照）。
- 上田市立塩田西小学校、上田市立塩田中学校の学区[26]。
- 塩田新町自治会におけるごみ収集曜日は、燃やせるごみが火曜日・金曜日、プラマーク付プラスチックおよび燃やせないごみが木曜日[27]。